# (7645) Pons
(7645) Pons  es un asteroide perteneciente al cinturón de asteroides, descubierto el 4 de enero de 1989 por Antonín Mrkos desde el Observatorio Kleť, en República Checa.

## Designación y nombre
Pons se designó inicialmente como 1989 AC2.
Más adelante fue nombrado en honor al astrónomo francés  Jean-Louis Pons (1761-1831).

## Características orbitales
Pons orbita a una distancia media del Sol de 2,3728 ua, pudiendo acercarse hasta 1,9935 ua y alejarse hasta 2,7520 ua. Tiene una excentricidad de 0,1598 y una inclinación orbital de 0,3918° grados. Emplea en completar una órbita alrededor del Sol 1335 días.

## Características físicas
Su magnitud absoluta es 14,3. Tiene 4,051 km de diámetro. Su albedo se estima en 0,187. El valor de su periodo de rotación es de 35,3897 h.